# Júlia Várady
Júlia Várady   (Oradea, 1 de setembre de 1941), nascuda Júlia Tözsér, va ser una soprano alemanya, d'origen hongarès. Va estudiar violí i cant al conservatori de Cluj i va debutar com a contralt a l'opera d'aquesta mateixa ciutat cantant Orfeu i Eurídice. També va estudiar cant amb Arta Florescu a Bucarest. Poc després va ser contractada a l'Òpera de Frankfurt i va gaudir d'un notable èxit internacional en teatres com l'Òpera de Múnic, on va ser aclamada per la seva interpretació de La clemenza di Tito, i el Metropolitan Opera House de Nova York.
El seu repertori incloïa diversos temes de Mozart, així com òperes de Verdi, Puccini i Richard Strauss. El 1995 aconseguí un gran èxit a l'Òpera de la Bastilla de París cantant Nabucco. Va retirar-se el oficialment el 1998 tot i que va seguir fent aparicions puntuals, com La clemenza di Tito al Gran Teatre del Liceu el 2002. Posteriorment va exercir com a professora a l'escola Hochschule für Musik "Hanns Eisler".
Va estar casada amb el director i baríton Dietrich Fischer-Dieskau fins a la seva mort el 2012.